# Урартский язык
Ура́ртский язы́к (биайнский) — язык государства Урарту. Принадлежит к хуррито-урартской семье языков, в которую также входит мёртвый хурритский язык.
Памятники урартского языка, охватывающие период IX—VI век до н. э., не дают более или менее полного представления о его словарном составе. Эти памятники стандартны, речь в них идёт большей частью о военных походах, проведении каналов, совершении жертвоприношений и т. д.
Согласно миграционно-смешанной гипотезе армянского этногенеза, сформулированной И. М. Дьяконовым в середине XX века, урарты, как и остальное население Урарту (хурриты и лувийцы), восприняли и перешли на индоевропейский протоармянский язык и в дальнейшем стали частью армянского этноса. Вначале, по мнению И. М. Дьяконова, протоармянский язык использовался как язык общего взаимопонимания между разноязычными племенами (лингва франка), а позднее он вытеснил бытовые диалекты и стал общим языком народа — койне. Этот процесс, по мнению Дьяконова, происходил начиная с IX века до н. э.
Некоторые армянские, а также ряд советских, грузинских и других ученых  склонны считать, что урартский язык был письменным, а разговорным языком в Урарту был протоармянский. Обосновывается это тем фактом, что в Урарту преобладает армянская ономастика и топонимика, а также ряд других косвенных фактов.
В то же время, как в XIX веке, так и в современный период, существует версия об армянском происхождении самих урартских клинописных текстов.

## Генетические связи
Ближайшим родственником урартского языка был хурритский язык, с которым они образуют хуррито-урартскую семью.
По предположению И. М. Дьяконова и С. А. Старостина, хуррито-урартские языки родственны современным нахско-дагестанским языкам восточной части Северного Кавказа. В своей работе 1988 года они, в частности, привели около 170 соответствий хуррито-урартским словам-корням, обнаруженных в языках нахско-дагестанской группы. А. С. Касьян считает, что родство между хуррито-урартскими и северокавказскими языками более отдалённое и опосредовано лишь их вхождением в гипотетическую синокавказскую макросемью.

## Урартская письменность

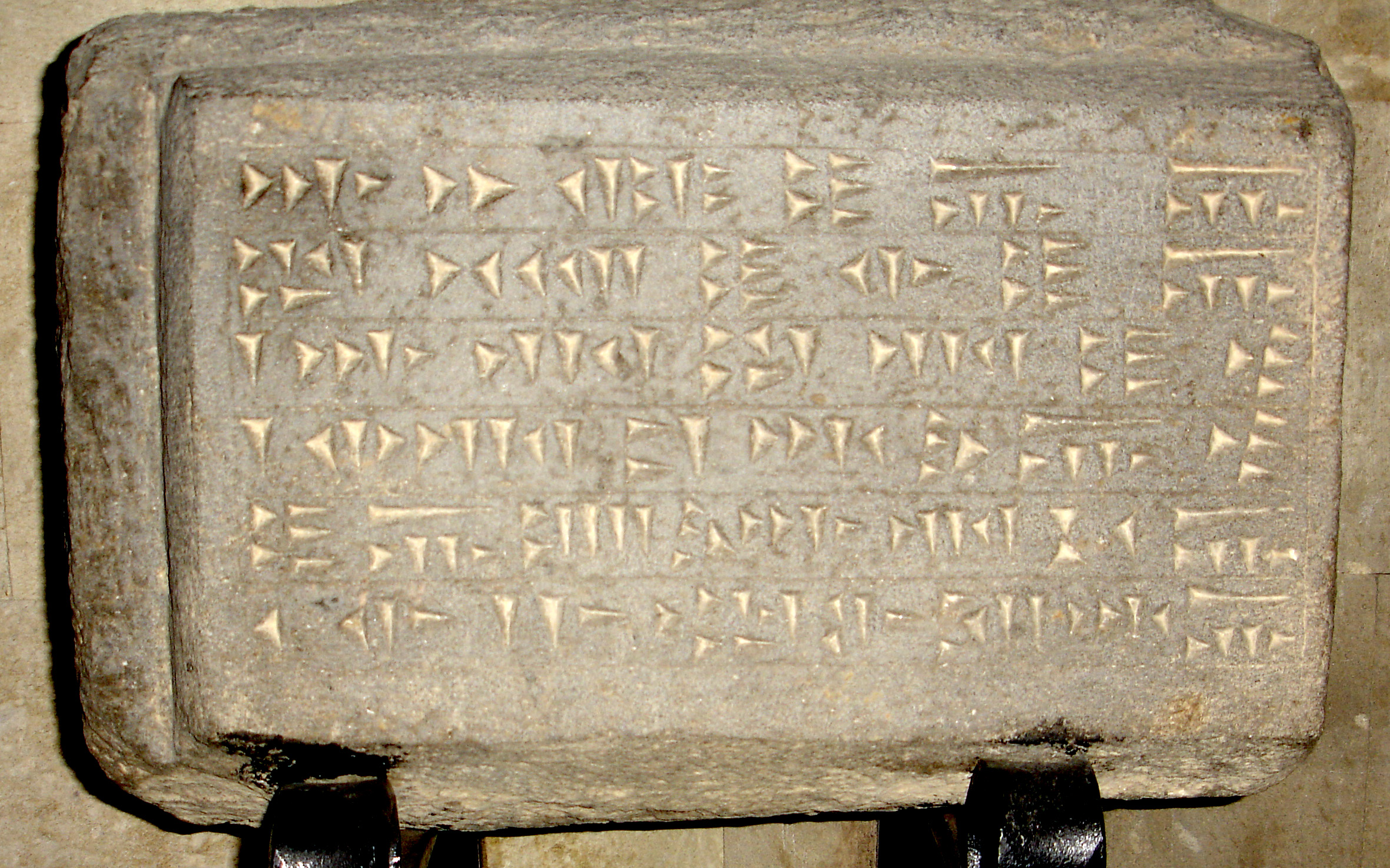
Урартская клинописная табличка из Музея Эребуни в Ереване

Первые урартские клинописи были обнаружены в конце 1820-х годов на берегу озера Ван, в районе Ванской скалы, древней резиденции урартских царей.
Всего за время археологических исследований было обнаружено около 600 надписей, выполненных новоассирийской клинописью, а также несколько десятков кратких надписей, записанных оригинальной урартской иероглифической письменностью и лувийскими иероглифами. На их расшифровку ушло немало времени.
Надписи первых царей (Сардури I) были составлены на ассирийском языке, после царя Ишпуини (ок. 830 до н. э.) вплоть до разгрома Урарту при Сардури IV (ок. 600 до н. э.) писали только по-урартски.

## Изучение урартского языка
Ключом к изучению урартского языка послужило использование для письма ассиро-вавилонской клинописи с многочисленными идеограммами и детерминативами.
Прорыв в изучении урартского языка произошёл лишь в конце XIX века.
Впервые попытка дешифровки урартских клинописей, обнаруженных в 1820-е годы, была предпринята ассириологом Станиславом Гюйаром лишь в 1880 году, а в 1882 году британский востоковед А. Сейс подготовил первый свод известных к тому времени надписей, снабдив их переводом. Ввиду малого количества известных надписей ему удалось интерпретировать лишь отдельные фразы, при этом он высказал ряд недостоверных предположений.
Большой вклад в изучение урартского языка сделал немецкий учёный Иоганнес Фридрих, который первым высказал подтвердившееся впоследствии предположение о родстве урартского и хурритского языков и опубликовал урартскую грамматику.
В начале XX века дешифровку продолжили К. П. Патканов, А. А. Ивановский, М. В. Никольский. Новый этап в изучении урартских надписей наступил в конце XIX века в связи с экспедицией Леманн-Гаупта и Белька, которым удалось привезти в Европу эстампажи и копии большого числа новых и ранее известных урартских надписей, а также некоторое количество подлинных урартских древностей.
И. А. Орбели, участнику русской экспедиции в Ван, удалось в 1916 году найти в нише Ванской скалы огромную надпись, содержавшую анналы урартского царя Сардури II.
В СССР связи урартского языка с кавказскими языками изучал Н. Я. Марр, а грузинский учёный Г. А. Меликишвили перевёл и опубликовал весь корпус урартских надписей. Н. Я. Марр издал текст надписи Сардури II с полным связным переводом (1922). Для своей интерпретации он пользовался исключительно этимологическим методом, сопоставляя группы урартских знаков с созвучными словами из самых различных, преимущественно кавказских, языков. Полученный «перевод», однако, был отвергнут учёными. При этом идея Марра о грамматическом сопоставлении урартского языка с кавказскими оказалась плодотворной — до тех пор исследователи искали в урартском языке грамматические категории, известные из индоевропейских и семитских языков, в то время как грамматическая структура урартского языка в корне отлична от них; в частности, урартский язык является эргативным.
Дешифровку довели до конца в 1920-х — 1930-х годах И. Фридрих, А. Гётце, М. Церетели за рубежом и И. И. Мещанинов в СССР.
Ряд исследователей обратили внимание на то, что шаблонные формулы начала некоторых урартских надписей можно считать первыми письменными текстами армянского языка. Так, согласно Г. Джаукяну, в предложении dHaldini kuruni dHaldini GIŠsurii(i) kuruni(e)… («Халди могуч, оружие (меч) Халди — могучее») слова kuruni и suri могут быть дальнейшими арм. կուռն «рука» и սուր «меч». По мнению Джаукяна, в армянском языке оба слова имеют исконно индоевропейское происхождение и не являются субстратными (согласно И. М. Дьяконову, арм. սուր „меч” заимствовано из урартского šurə „оружие”). Рассматривая формулу dHaldini uštabi masinie GIŠsure, Г. Джаукян переводит слово masini как «сильный» на основе гипотетического исконно-армянского корня *magh-ti «мощь» (когнат рус. мощный), который якобы сохранился в слове арм. մարթանք «средство, способ».

## Характеристики языка
Основные характеристики урартского языка:
- агглютинативный язык эргативного строя, без префиксации, с развитой падежной системой (ок. 15 падежей);
- глагол имеет видо-временные формы (совершенную и несовершенную), два типа спряжения — транзитивно-эргативное и интранзитивно-абсолютное. Переходные глаголы морфологически резко противопоставлены непереходным[17].

Лексически близок к хурритскому языку.
Из известных клинописных табличек выделяются примерно 350—400 слов-корней, большинство которых являются исконно-урартскими, а часть заимствована из других языков.
И. М. Дьяконов допускал, что несколько сот слов древнеармянского языка могут иметь хуррито-урартское происхождение, однако точное их число установить сложно из-за ограниченности корпуса урартской лексики. По мнению бывшего сотрудника Института истории НАН РА С. Айвазяна, из известных науке 250 урартских слов, 156 имеют параллели в армянском языке. Ж. Симон и Р. Т. Нильсен отмечают, что большинство ранее предлагавшихся урартских этимологий для слов армянского языка являются проблематичными по формально-фонетическим причинам. Число армянских слов, урартское происхождение которых не вызывает сомнений, не превышает десятка:
- aƚaxin ‘служанка’ ← *allaḫḫinni (возможно, из хурритского)
- pełem ‘рыть’ ← pili ‘канал’
- pcoxem ‘обменять’ ← puḫ-
- san ‘горшок’ ← šani
- xałoł ‘виноград’ ← ḫaluli
- xarxarem ‘уничтожить’ ← ḫarḫarš-